# Euphrasia sibirica
Euphrasia sibirica là loài thực vật có hoa thuộc họ Cỏ chổi. Loài này được Serg. mô tả khoa học đầu tiên năm 1935.